# Rhagodopa ferghana
Rhagodopa ferghana är en spindeldjursart som beskrevs av Roewer 1933. Rhagodopa ferghana ingår i släktet Rhagodopa och familjen Rhagodidae. Inga underarter finns listade i Catalogue of Life.